# Île Hélène
Ne doit pas être confondu avec Île Helen ou Sainte-Hélène (île).
L'île Hélène est une île rocheuse de l'archipel de Pointe-Géologie (terre Adélie), située en mer Dumont-d'Urville au large du continent antarctique.

## Description
L'île Hélène, la plus occidentale de l'archipel de Pointe-Géologie, est une île située dans l'ouest de la baie Pierre-Lejay, à moins d'1,5 km du continent antarctique,. Trois cents mètres à peine la séparent, au sud-est, de l'île Ifo. Sur les premières cartes de l'archipel, les deux îles étaient regroupées sous le nom d'« îles Hélène ».
L'île Hélène se trouve à 4,5 km à l'ouest–nord-ouest des îles Fram et à 13 km à l'ouest–nord-ouest de l'île des Pétrels où est établie la base Dumont-d'Urville.

## Histoire
L'île est identifiée sur les photos aériennes prises par l'US Navy lors de l'opération Highjump en 1946-1947. En octobre 1950, un raid d'exploration est lancé depuis Port-Martin par la 3e expédition antarctique française en Terre Adélie (TA 3). Yves Vallette, Robert Pommier et François Tabuteau, sur deux traîneaux attelés chacun d'une demi-douzaine de chiens, la découvrent et la cartographient le 19 octobre 1950.  
L'île tient son nom de l'une des chiennes de l'attelage de Pommier, qualifiée par Vallette de « Belle Hélène ».